# Pukará de Quitor
Pucará de Quitor je predinkovska stavba – utrdba, ki je 3 km severno od San Pedro de Atacama, v okrožju El Loa (regija Antofagasta) v Čilu, ki datira v 12. stoletje. Zgrajena je iz kamna na pobočju hriba kot trdnjava z obodnim obrambnim zidom in je sedaj narodni spomenik Čila.

## Opis
Ruševine Pukara de Quitor stojijo na okljuku reke río San Pedro ali río Grande in na strmo nagnjenem pobočju. Ime so dobile po ayllu, indijanski skupnosti Quitor, tradicionalni obliki skupnosti v Andih, zlasti med Kečuanci in Ajmari, ki so obdelovali polja ob vznožju Pucare de Quitor, trdnjave zgrajene v 12. stoletju, kot odgovor na ekspanzionistične težnje sosedov Ajmarov. Vse stavbe so kamnite, večina iz neobdelanega kamna, pridobljenega iz lokalnega plovca, na katerem je trdnjava zgrajena.
Stanovanja (eno ali dvosobna) in majhni pritrjeni stolpi so bili ograjeni in so stali na obrobju kot del obrambnega zidu. V stolpih so shranjevali koruzo, les in druge potrebščine in jih uporabljali tudi za stražo. Približno 200 struktur je bilo registriranih na površini 2,9 ha, ki tvorijo arhitekturne komplekse, ločene z dostopnimi cestami in prostori med ograjenimi prostori. Večje strukture so bile verjetno prostori za komunalno uporabo ali za živino. Utrdba od svoje baze do vrha meri 80 m in je zgrajena na terasah.
Strehe so bile vedno enokapnice, ravne ali z malo naklona. Uporabljena tehnika je bila: les drevesa chañar (Geoffroea decorticans) ali Prosopis chilensis za nosilce, stene so bile iz vej in slame Ichu (Stipa ichu), prekrite z blatom.
Prebivalci so se ukvarjali z nabiranjem sadežev z drevesa chañar in rožiča ter poljedelstvom in pašo. Poleg tega so obdelovali baker, izdelovali predmete izkeramike, tekstila, košare, obdelovali les in kamen, kar kaže na visoko strokovno raven in napredne družbene in gospodarske razmere za tisti čas.
Pukara de Quitor je bila predvsem obramba pred morebitnimi vojaškimi obleganji, za dodatno gospodarsko dejavnost, za zaščito trgovske poti, tako da je bil njihov položaj pomemben. 
Pukara de Quitor, starodavna trdnjava, je bila razglašena za narodni spomenik z Čilu leta 1982. 